# Ограбление поезда в Фэрбэнке
Ограбление поезда в Фэрбэнке произошло ночью 15 февраля 1900 года, когда некие бандиты попытались ограбить экспресс-вагон компании Wells Fargo в городе Фэрбэнк в Аризоне. Хотя этому воспрепятствовал Джефф Милтон, который смог убить «Трёхпалого Джэка» Данлопа в перестрелке, это железнодорожное ограбление было уникально тем, что стало одним из немногих, случившихся в общественном месте, а также было одним из последних в эпоху Старого Запада.

## Предыстория
В 1890-е Берт Элворд и его сообщник Билли Стайлс служили как заместители шерифа в Уилкоксе. Однако, правоохранительная деятельность плохо оплачивалась, и они начали грабить поезда, принадлежащие Southern Pacific Railroad. Некоторое время они были удачливы и оставались незамеченными коллегами-правоохранителями.
Согласно Джеймсу Макклинтоку, ограбление поездов в это время было популярно в Аризоне, как можно видеть из принятия в 1889 году закона, который устанавливал наказанием за это преступление смертную казнь. Однако, закон не приводился в действие, и между 1889 и 1899 случилось несколько ограблений поездов. Согласно Макклинтоку одним из самых дерзких было Ограбление поезда в Кочисе. 8 сентября 1899 года банда Элворда ограбила поезд, когда он остановился в городе Кочиз. Угрожая личному составу поезда пистолетами, они взорвали сейф динамитом. Взяв несколько тысяч долларов золотыми монетами и банкнотами, банда уехала в горы Чирикауа, безуспешно преследуемая отрядом ополчения под руководством шерифа Скотта Уайта и Джорджа Скарборо.
Как и в Фэрбэнке, ограбление в Кочисе тоже прошло на публике, хотя это случилось почти в полночь, и обошлось без перестрелки. Согласно Historical Atlas of the Outlaw West Ричарда Паттерсона: «Большинство ограблений поездов на Западе происходило на одиноком участке полотна, обычно достаточно далеко от ближайшего города, чтобы дать грабителям достаточно времени, чтобы ограбить экспресс-вагон или пассажирские места и исчезнуть за ближайшим горным хребтом». Должно быть, Элворд и Стайлс думали, что ограбить поезд в городе легче, чем в одалённом месте, потому они составили план ограбить экспресс-вагон Wells Fargo, когда он стоял перед железнодорожной станцией в Фэрбэнке. Экспресс-вагон, как надеялся Элворд, вёз весь фонд заработной платы солдат армии США, размещённых в форте Уачука. Также, бандиты рассчитывали использовать как живой щит толпу людей, которая должна была собраться на станции.
Поезд из Ногалеса в Бенсон, но должен был остановиться в городке Фэрбэнк, расположенном в нескольких милях к западу от Тумстоуна, чтобы выгрузить некий груз. Элворд и Стайлс знали, что Джефф Милтон работал на Southern Pacific как посыльный на экспрессе, поэтому они сделали приготовления, чтобы пять человек совершили ограбление поезда в тот вечер, когда ожидалось, что он не будет находиться на работе. Между тем, Элворд и Стайлс сохраняли бы свою маскировку как добропорядочных помощников шерифа.

## Ограбление
Избранным для ограбления вечером было 15 февраля 1900 года, а пятью бандитами были Боб Браун, или Бёрнс, «Убийца Хуан» Том Йоас, братья Джордж и Луис Оуэнс, и «Трёхпалый Джэк» Данлоп. Прибыв в город, бандиты спешились и смешались с толпой, выдавая себя за пьяных ковбоев.
Существуют несколько противоречивых рассказов, хотя отличия незначительны. Согласно Encyclopedia of Western Gunfighters Билла О’Нила, поезд приближался к Фэрбэнку, и Джефф Милтон стоял в открытой двери экспресс-вагона, когда бандиты открыли по нему огонь со станции и ранили его. Однако, согласно Ричарду Паттерсону, поезд успел полностью остановиться перед тем, как бандиты приблизились к поезду, и один из них крикнул Милтону «Руки вверх!», после чего началась стрельба.
По версии Паттерсона, сначала Милтон подумал, что призыв сдаваться был шуткой, но когда бандиты крикнули во второй раз, и выстрелом сбили с него шляпу, он быстро сориентировался. В день ограбления Милтон замещал на работе своего друга, иначе его бы на поезде не было. Он оставил свой револьвер на письменном столе внутри вагона, но рядом с дверью в пределах досягаемости было его обрезанное ружьё. Милтон, однако, колебался, потому что использование ружья создавало опасность для невинных свидетелей. Потому когда бандиты решили снова открыть огонь, один из их первых выстрелов попал Милтону в левое плечо. Тяжело раненый Милтон упал на пол, но успел вовремя схватить своё ружьё, чтобы использовать его против Данлопа, который пытался войти в вагон. Одиннадцать дробей поразили какую-то часть тела в Данлопа, а последняя попала Йоасу в бедро.
После начальной перестрелки, Браун и братья Оуэнсы начали палить по экспресс-вагону, в то время как Йоас убежал, чтобы забраться на свою лошадь. В ответ на огонь Милтон дополз до металлической двери вагона и захлопнул её прямо перед очередным залпом. После этого он наложил импровизированный жгут для остановки крови, спрятал ключ от сейфа среди багажа и потерял сознание.
Из-за его последних действий, когда бандиты залезли в вагон, они подумали, что Милтон мёртв, и они не смогли найти ключ. Без ключа или динамита было невозможно открыть сейф, поэтому бандиты погрузили раненого Данлопа на его лошадь и выехали из города. Согласно Джеймсу Макклинтоку, бандиты сбежали лишь с семнадцатью мексиканских песо.

## Последствия
Бандиты направились к Драгунским горам, но в шести милях от Тумстоуна они оставили Данлопа позади, дав ему бутылку виски, чтобы облегчить его боль. Ополчение под командованием Скотта Уайта нашло Данлопа следующим утром, а несколько дней спустя, пересекая перевал в Драгунских горах они схватили Брауна и братьев Оуэнс. Данлоп позднее умер в больнице Тумстоуна, но успел выдать участие Элворда и местного скотовода по имени Уильям Даунинг в организации ограбления в Кочисе. Он стал одним из последних преступников, похороненных на кладбище Бутхилл.
Изначально полиция считала ложным утверждение Данлопа, что Элворд как-то вовлечён в ограбление, так как он был одним из «самых шумных и деятельных преследователей». Впоследствии, однако, сдался и совершил полное признание Билли Стайлс. Стайлс сказал, что поезд в Кочисе ограбил он сам вместе с человеком по имени Мэтт Бёртс, но планировали ограбление и предоставили динамит Элворд и Уильям Даунинг. Стайлс сказал, что он получил только 480 долларов за своё участие, и считалось, что он признался из-за недовольства своей долей. Согласно Макклинтоку, полиция обращалась со Стайлсом почти как со свидетелем, потому он не был помещён в тюрьму, и ему была предоставлена некоторая свобода. Позднее выяснилось, что это было ошибкой.
Элворд был арестован и помещён в тюрьму в Тумстоуне вместе с Даунингом, Бёрнсом и Йоасом, который был схвачен в Кананеа. Он пробыл в тюрьме недолго, так как 7 апреля 1900 года в тюрьму ворвался Стайлс, выстрелил помощнику маршала Джорджу Брэвину в бедро, и освободил Элворда и Йоаса. Даунинг отказался покидать камеру, а Бёртс в это время находился вне тюрьмы вместе с помощником шерифа, потому остальные трое взяли всё оружие, которое смогли найти и сбежали в пустныню на угнанных лошадях, оставив Даунинга и Бёртса в заключении.
После этого бандиты обнаруживаются дома у жены Элворда, на ранчо около Уилкокса, где они объявили о намерении ограбить ещё несколько поездов. В это время местная полиция и территориальные власти были заняты установлением различных сумм денег в награду за поимку бандитов. Также оказал поддержку частный сектор; Уильям Корнелл Грин, владелец крупной медной шахты в Кананеа, предложил 10 тысяч долларов за поимку Элворда или Стайлса.
Однако, денежное вознаграждение ничего не изменило. Стайлс оставался в бегах до того, как он сдался в 1902 году. Он недолго служил в рейнджерах Аризоны под началом капитана Бёртона Моссмана, а потом ушёл в Мексику и присоединился к Элворду, который всё ещё оставался на свободе. Наконец, рейнджеры Аризоны вошли в Мексику и смогли ранить Элворда и Стайлса в перестрелке около деревни Нако в феврале 1904 года. В результате Элворд был схвачен, но Стайлс сбежал. В конечном счёте он был убит в Неваде, служа правоохранителем под именем Уильям Ларкин.
Популярный у властей, Элворд получил обвинение в препятствовании почте США, а не в ограблении поезда, что означало бы смерть. Элворд был помещён в Территориальную Тюрьму Юма, где оставался до 1906 года. По освобождению Элворд отправился в Центральную Америку и в последний раз был замечен в 1910 году, работая на Панамском канале. Похожим было и отношение к Уильяму Даунингу. Поскольку он был видным держателем скота, а также бывшим участником банды Басса, Даунинг также не получил обвинений в ограблении поезда, но отсидел в тюрьме Юма семь лет по другому обвинению. Вскоре после его его освобождение, его застрелил насмерть аризонский рейнджер Билли Спид.
Джефф Милтон получил много похвал за предотвращение ограбления в Фэрбэнке. Хотя он больше не мог пользоваться своей рукой, Милтон продолжил служить правоохранителем. Он умер в 1947 году в Тумстоуне.
В 1961 году железнодорожная станция Фэрбэнка была перемещена в близлежащий Тумстоун и восстановлена. Теперь она служит городской библиотекой и открыта для общественного посещения.

## Комментарии
1. ↑  «Bravo Juan»
2. ↑  «interferring with United States mails» — обозначение вменяемого преступления содержало ошибку в слове «interfering».